# Dani Kouyaté
Dani Kouyaté (Bobo-Dioulasso, 4 juni 1961) is een Burkinees filmmaker en griot.

## Biografie
Kouyaté komt uit het Mandinka-volk, en is de zoon van Sotigui Kouyaté, een van de eerste Burkinese acteurs. Hij studeerde aan het Institute Africain d'Education Cinématographique in Ouagadougou, en haalde daarna zijn Master-titel in Culturele en Sociale Marketing aan de Sorbonne.
Tussen 1990 en 1996 deed hij tournees door de Verenigde Staten en Europa met de theatervoorstelling La Voix du Griot ("De stem van de griot") die was opgericht door zijn vader. Ook zijn eerste film van lange speelduur Keïta ! l'Héritage du griot uit 1995 gaat over de erfenis van de griots. Deze won de prijs voor beste film op het Panafrikaans Festival van Ouagadougou voor Film en Televisie en de junior-prijs op het Filmfestival van Cannes.
In 1992 richtte Kouyaté met Sékou Traoré en Issa Traoré de Brahima het film productiebedrijf Sahelis Productions op. In 1999 maakte hij een aantal afleveringen van de Burkinese televisieserie À nous la vie.

## Filmografie
- 1989: Bilakoro, korte film, met Issa Traoré de Brahima
- 1991: Tobbere Kossam, korte film, met Philippe Baqué
- 1992: Les Larmes sacrées du crocodile, korte film
- 1995: Keita ! L'héritage du griot
- 2001: Sia, le rêve du python
- 2004: Ouaga-Saga
- 2005: Joseph Ki-Zerbo, documentaire over politicus en historicus Joseph Ki-Zerbo
- 2013: Soleils
- 2016: Medan vi lever

- Bibliothèque nationale de France: cb140334992 (data)
- Gemeinsame Normdatei: 1089393342
- International Standard Name Identifier: 0000 0001 1929 8917
- Library of Congress Control Number: no97007784
- Nationale Bibliotheek van Israël: 987007417214805171
- Nederlandse Thesaurus van Auteursnamen: 268436096
- Système universitaire de documentation: 070441448
- Virtual International Authority File: 2670784
- WorldCat: E39PBJqFTP8KRyfjTB6BgbH3cP